# اشرویل (کانزاس)
اشرویل (به انگلیسی: Asherville) شهری در ایالت کانزاس کشور ایالات متحده آمریکا است که جمعیت آن در سرشماری سال ۲۰۱۰ میلادی، ۲۸ نفر بوده‌است.